# Haloferacals
Les haloferacals (Haloferacales) són un ordre d'arqueus que inclou dues famílies, l'Haloferacaceae i l'Halorubraceae. Els seus membres són quimioorganotròfics halòfils i es troben en llacs salats, salmorres i altres ambients hipersalins. L'ordre va separar-se de l'ordre Halobacteriales l'any 2015 després d'anàlisis filogenòmiques.